# Copper Canyon (Texas)
Copper Canyon kisváros az USA Texas államában, Denton megyében. Lakosainak száma 1731 fő (2020. április 1.).

## Népesség
A település népességének változása:

| 2010 | 1 334 |
| 2020 | 1 731 |